# ОШ „Доситеј Обрадовић” Смедерево
ОШ „Доситеј Обрадовић” Смедерево је државна установа основног образовања на територији града Смедерева. Школа носи име Доситеја Обрадовића, српског просветиља и реформатора.
У школи је од октобра 1994. године кренуо са радом ученички лист „Доситејевци”.